# 서조호 침몰 사고
서조호 침몰 사고는 1968년 5월 24일 오전 11시 30분경 충청남도 서천군 장항제련소 앞 1.6km 해상에서 무허가 여객선 소조호가 정원 인원 20명을 3배나 초과한 60여명을 태우고 개야도를 출발하여 군산항으로 향하던 중 항로를 이탈해 갯벌 암초에 부딪혀 침몰한 사고이다.